# Ann Packer (scrittrice)
Ann Packer (Stanford, 4 marzo 1959) è una scrittrice statunitense.

## Biografia
Nata nel 1959 a Stanford, in California, vive e lavora tra la Bay Area e New York.
Dopo gli studi all'Università Yale ha lavorato per 5 anni per una casa editrice di New York prima di completare gli studi all'Iowa Writers' Workshop e al Wisconsin Institute for Creative Writing e iniziare a scrivere racconti, il primo dei quali venduto al New Yorker.
Ha esordito nella narrativa nel 1994 con la raccolta di racconti Mendocino and other Stories, ma ha ottenuto popolarità solo nel 2002 con il primo romanzo, Il pontile di Clausen, trasposto in film televisivo nel 2005.
Autrice di altri due romanzi e un'altra collezione di short-stories, è stata più volte inclusa nelle antologie del Premio O. Henry e ha ottenuto nel 2003 un Premio Alex.

## Vita privata
Sposatasi in prime nozze con l'architetto Jon James dal quale ha avuto due figli, si è risposata nel 2015 con lo scrittore e sceneggiatore Rafael Yglesias. 

## Opere

### Romanzi
- Il pontile di Clausen (The Dive From Clausen's Pier), Milano, Mondadori, 2002 traduzione di Monica Capuani ISBN 88-04-50475-7.
- Songs Without Words (2007)
- The Children's Crusade (2015)

### Racconti
- Mendocino and other Stories (1994)
- Swim Back to Me (2011)

## Filmografia
- Il pontile di Clausen (The Dive From Clausen's Pier), regia di Harry Winer (2005) (soggetto)

## Premi e riconoscimenti
- Kate Chopin Literary Award: 2002 vincitrice con Il pontile di Clausen[9];
- James A. Michener Memorial Prize: 2002 vincitrice con Il pontile di Clausen[senza fonte]
- Premio Alex: 2003 vincitrice con Il pontile di Clausen[10].